# 岡山村 (長野県)
岡山村（おかやまむら）は長野県下水内郡にあった村。現在の飯山市大字照岡・一山にあたる。

## 地理
- 山：鍋倉山、黒倉山
- 河川：千曲川

## 歴史
- 1889年（明治22年）4月1日 - 町村制の施行により、照岡村・一山村の区域をもって発足。
- 1956年（昭和31年）9月30日 - 飯山市に編入。同日岡山村廃止。

## 交通

### 鉄道路線
- 日本国有鉄道
  - 飯山線
    - 上境駅 - 上桑名川駅 - 桑名川駅 - 西大滝駅